# Trattato di Greenville
Il trattato di Greenville fu siglato a Fort Greenville (l'attuale Greenville nell'Ohio) il 3 agosto 1795 - durante la presidenza di George Washington - tra una coalizione di nativi americani e gli Stati Uniti a seguito della sconfitta degli indiani nella battaglia di Fallen Timbers avvenuta il 20 agosto 1794.

## Storia
Il trattato di Greenville pose fine alla guerra contro gli indiani del Nord-Ovest. Gli Stati Uniti erano rappresentati dal generale Anthony Wayne che era a capo delle truppe americane che l'anno prima sconfissero i nativi americani a Fallen Timbers (vicino all'attuale Toledo nell'Ohio). In cambio di beni per un valore di 20 000 dollari (coperte, utensili e animali domestici), gli indiani "cedettero" agli Stati Uniti una larga parte dell'attuale stato dell'Ohio, la zona dove sorgerà Chicago (Illinois) e l'area di Fort Detroit (Michigan).
I Nativi americani che siglarono il trattato, includevano le tribù dei:
- Wyandot
- Delaware (numerose bande)
- Shawnee
- Ottawa (numerose bande)
- Chippewa
- Potawatomi (numerose bande)
- Miami (numerose bande)
- Wea
- Kickapoo
- Kaskaskia

Il trattato istituiva quella che divenne nota come la "linea di trattato de Greenville", che fu per parecchi anni una demarcazione tra i territori dei Nativi americani e le terre aperte alla colonizzazione americana, anche se questa "linea" fu frequentemente ignorata dai colonizzatori, che continuarono ad invadere le terre che erano state garantite dal trattato ai nativi americani.
La linea iniziava alla foce del fiume Cuyahoga (l'attuale Cleveland nell'Ohio) e scendeva a sud lungo il fiume, fino alla confluenza tra il Cuyahoga ed il fiume Tuscarawas, nella zona tra le attuali Akron e Canton. La linea continuava scendendo lungo il Tuscarawas fino a Fort Laurens, vicino all'attuale Bolivar. Da qui la linea correva in direzione Ovest - Sudovest, vicino all'attuale Fort Laramie (un villaggio nella contea di Shelby nell'Ohio) lungo un ramo del fiume Great Miami. Da qui la linea si dirigeva verso ovest - nordovest fino a Fort Recovery, lungo il fiume Wabash, vicino all'attuale confine tra lo Stato dell'Ohio e dell'Indiana. Da Fort Recovery la linea seguiva, in direzione sud - sudovest, il fiume Ohio, fino all'attuale Carrollton (Kentucky).